# 锦山镇 (喀喇沁旗)
锦山镇，是中华人民共和国内蒙古自治区赤峰市喀喇沁旗下辖的一个乡镇级行政单位，锦山镇属于喀喇沁旗人民政府驻地。

## 行政区划
锦山镇下辖以下地区：
花山社区、龙泉社区、广场社区、锦园社区、河南西村、河南东村、锦东村、后沟村、河北村、西府村、蒿松沟村、马鞍山村、樱桃沟村、桥头湾子村、扁担沟村、新丘村、龙山村、上湾子村、牛头沟门村、上水地村、闫家地村、瓦房地村、阳坡村、贵宝沟村、全太村、西荒村、驼店村、西沟村和田营子村。